# Barbus ruasae
Barbus ruasae е вид лъчеперка от семейство Шаранови (Cyprinidae). Видът е критично застрашен от изчезване.

## Разпространение
Разпространен е в Руанда.

## Описание
На дължина достигат до 49,5 cm.
Популацията на вида е намаляваща.